# Herb gminy Szumowo
Herb gminy Szumowo – jeden z symboli gminy Szumowo, autorstwa Roberta Szydlika, ustanowiony 24 lipca 2016.

## Wygląd i symbolika
Herb przedstawia na tarczy w polu czerwonym św. Antoniego Padewskiego w szacie złotej unoszącego prawą ręką Dzieciątko w szacie srebrnej, z lilią naturalną srebrną w lewej ręce. U stóp świętego pochylona w prawo tarcza z herbem Lubicz.
Św. Antoni Padewski jest patronem najstarszej parafii na terenie gminy, erygowanej  w  1449  r. Herbem Lubicz pieczętowało się kilka rodów zamieszkujących na tym terenie, w tym Szumowscy i Głęboccy, którzy odpowiednio w Szumowie (Somowa Góra) i Głęboczu Wielkim mieli swoje gniazda co najmniej od pierwszej połowy XV wieku.